# Katalin Marosi
Pour les articles homonymes, voir Marosi.
Katalin Marosi, née le 12 novembre 1979 à Gheorgheni en Roumanie, est une joueuse de tennis hongroise, professionnelle entre 1996 et 2016.

## Biographie
En 1985, à l'âge de 5 ans et demi, elle commence à jouer au tennis dans sa ville natale roumaine puis elle déménage avec sa famille en Hongrie à l'âge de neuf ans.

## Carrière
Au cours de sa carrière, Katalin Marosi a remporté 15 tournois ITF en simple et 31 en double, le plus important à Nassau en 2012 avec Janette Husárová. Elle a obtenu son meilleur résultat individuel en Grand Chelem en 2000 à Wimbledon où elle a atteint le deuxième tour après une victoire sur Alina Jidkova. En double, elle a atteint le troisième tour à l'Open d'Australie en 2000 également.
Katalin Marosi a obtenu de meilleurs résultats en double qu'en simple. Sa position la plus élevée au classement WTA fut la 101e place qu'elle a atteinte en mai 2000. Son meilleur classement en double fut 33e.
Elle a représenté la Hongrie aux Jeux olympiques de 2000 où elle est parvenue en quarts de finale aux côtés de Petra Mandula; elles sont battues par le duo biélorusse Olga Barabanschikova / Natasha Zvereva. En simple, elle est battue par Monica Seles (6-0, 6-1). Entre 1997 et 2013, elle a disputé 28 matches avec l'équipe de Hongrie de Fed Cup.
En 1997, elle accède en double pour la première fois à un tableau principal de la WTA, au tournoi de Prague, aux côtés de la Géorgienne Nino Louarsabishvili. Elles ont atteint le deuxième tour.
En 1999, elle se qualifie en simple pour la première fois pour un tableau principal de la WTA au tournoi de Bratislava (défaite au premier tour). Au cours de sa carrière en simple, les quarts de finale ont été son meilleur résultat en tournoi : deux fois à Budapest (2000 et 2008) et deux fois à Bogota (2001 et 2003).
Katalin Marosi a atteint pour la première fois une finale WTA en 2009, au tournoi d'Estoril, avec la Canadienne Sharon Fichman en partenaire; elles perdent en 3 sets contre la paire américaine Raquel Kops-Jones / Abigail Spears. 
Elle parvient deux nouvelles fois en finale du double aux tournois de Palerme en 2012 et Estoril en 2013 avec la même partenaire croate Darija Jurak.
Elle prend sa retraite en septembre 2013 mais a rejoue finalement huit tournois en double entre 2015 et 2016 après avoir donné naissance à un fils.

## Palmarès

### Titre en double dames
Aucun

### Finales en double dames
| No | Date       | Nom et lieu du tournoi               | Catégorie | Dotation  | Surface      | Vainqueures                        | Partenaire     | Score            |          |
| -- | ---------- | ------------------------------------ | --------- | --------- | ------------ | ---------------------------------- | -------------- | ---------------- | -------- |
| 1  | 04-05-2009 | Estoril Open Estoril                 | Intern'l  | 220 000 $ | Terre (ext.) | Raquel Kops-Jones Abigail Spears   | Sharon Fichman | 2-6, 6-3, [10-5] | Parcours |
| 2  | 09-07-2012 | XXV Internazionali Femminili Palerme | Intern'l  | 220 000 $ | Terre (ext.) | Renata Voráčová Barbora Strýcová   | Darija Jurak   | 7-65, 6-4        | Parcours |
| 3  | 29-04-2013 | Portugal Open Oeiras                 | Intern'l  | 235 000 $ | Terre (ext.) | Chan Hao-ching Kristina Mladenovic | Darija Jurak   | 7-63, 6-2        | Parcours |

## Parcours en Grand Chelem

### En simple dames
| Année | Open d'Australie | Open d'Australie     | Internationaux de France | Internationaux de France | Wimbledon      | Wimbledon          | US Open         | US Open               |
| ----- | ---------------- | -------------------- | ------------------------ | ------------------------ | -------------- | ------------------ | --------------- | --------------------- |
| 1996  | —                | —                    | —                        | —                        | —              | —                  | Q1              | María Vento-Kabchi    |
|       |                  |                      |                          |                          |                |                    |                 |                       |
| 1999  | Q1               | Liezel Horn          | —                        | —                        | Q3             | Nadia Petrova      | Q2              | Nirupama Vaidyanathan |
| 2000  | Q2               | Lina Krasnoroutskaya | 1er tour (1/64)          | Els Callens              | 2e tour (1/32) | Anna Smashnova     | 1er tour (1/64) | Tathiana Garbin       |
| 2001  | 1er tour (1/64)  | Martina Hingis       | Q1                       | Mirjana Lučić            | Q1             | Marion Maruska     | Q1              | Dragana Zarić         |
| 2002  | Q3               | Svetlana Kuznetsova  | —                        | —                        | Q1             | Francesca Lubiani  | Q2              | Brie Rippner          |
| 2003  | Q1               | Seda Noorlander      | Q3                       | Gala León García         | Q1             | A. Parra Santonja  | Q1              | Maria Kirilenko       |
| 2004  | Q2               | Mashona Washington   | Q1                       | N. Llagostera Vives      | —              | —                  | —               | —                     |
|       |                  |                      |                          |                          |                |                    |                 |                       |
| 2009  | Q3               | Karolina Šprem       | Q1                       | Julia Schruff            | Q1             | Irina-Camelia Begu | Q2              | Camille Pin           |
| 2010  | Q2               | Sofia Arvidsson      | Q1                       | Sílvia Soler Espinosa    | Q1             | Ekaterina Ivanova  | —               | —                     |
| 2011  | —                | —                    | —                        | —                        | —              | —                  | Q1              | Mariya Koryttseva     |

N.B. : à droite du résultat se trouve le nom de l'ultime adversaire.

### En double dames
| Année | Open d'Australie              | Open d'Australie           | Internationaux de France         | Internationaux de France  | Wimbledon                      | Wimbledon                   | US Open                         | US Open                  |
| ----- | ----------------------------- | -------------------------- | -------------------------------- | ------------------------- | ------------------------------ | --------------------------- | ------------------------------- | ------------------------ |
| 1998  | 1er tour (1/32) V. Csurgó     | L. Davenport N. Zvereva    | 1er tour (1/32) V. Csurgó        | A. Sánchez H. Suková      | —                              | —                           | —                               | —                        |
| 1999  | —                             | —                          | 1er tour (1/32) M. Ramon Climent | A. Frazier K. Schlukebir  | 1er tour (1/32) E. Gagliardi   | A. Cocheteux É. Loit        | 1er tour (1/32) Wang S.-T.      | L. Courtois A. Molik     |
| 2000  | 3e tour (1/8) T. Garbin       | D. Graham N. Miyagi        | 1er tour (1/32) T. Garbin        | S. De Beer N. Miyagi      | 1er tour (1/32) T. Garbin      | Silvia Farina L. Wild       | 1er tour (1/32) L. Woodroffe    | A. Fusai N. Tauziat      |
| 2001  | 2e tour (1/16) L. Woodroffe   | N. Arendt A. Sugiyama      | 1er tour (1/32) R. Hiraki        | N. Arendt C. Vis          | 1er tour (1/32) E. Dyrberg     | C. Black E. Likhovtseva     | 1er tour (1/32) E. Dyrberg      | L. Huber L. Montalvo     |
| 2002  | 1er tour (1/32) M. Díaz Oliva | K. Clijsters A. Sugiyama   | —                                | —                         | —                              | —                           | —                               | —                        |
| 2003  | 2e tour (1/16) S. Reeves      | B. Rittner M. Vento-Kabchi | 1er tour (1/32) S. Reeves        | L. Granville A. Stevenson | 1er tour (1/32) S. Reeves      | J. Craybas V. Webb          | 1er tour (1/32) N. Grandin      | T. Križan K. Srebotnik   |
| 2004  | 1er tour (1/32) M. Santangelo | S. Jeyaseelan J. Kostanić  | —                                | —                         | —                              | —                           | —                               | —                        |
|       |                               |                            |                                  |                           |                                |                             |                                 |                          |
| 2009  | —                             | —                          | —                                | —                         | 1er tour (1/32) E. Gallovits   | M.E. Camerin A. Chakvetadze | —                               | —                        |
| 2010  | —                             | —                          | —                                | —                         | 1er tour (1/32) K. Wörle       | L. Šafářová A. Wozniak      | —                               | —                        |
| 2011  | —                             | —                          | —                                | —                         | 1er tour (1/32) V. Manasieva   | K. Peschke K. Srebotnik     | —                               | —                        |
| 2012  | —                             | —                          | 1er tour (1/32) K. Bertens       | Chan H.-c. Chan Y.-j.     | 2e tour (1/16) D. Jurak        | E. Makarova E. Vesnina      | 2e tour (1/16) D. Jurak         | B. Mattek-Sands S. Mirza |
| 2013  | 2e tour (1/16) D. Jurak       | N. Petrova K. Srebotnik    | 2e tour (1/16) C. Castaño        | Kudryavtseva A. Rodionova | 1er tour (1/32) C. Castaño     | Klemenschits R. Oprandi     | 2e tour (1/16) Moulton-Levy     | S. Mirza Zheng Jie       |
|       |                               |                            |                                  |                           |                                |                             |                                 |                          |
| 2015  | —                             | —                          | —                                | —                         | 1er tour (1/32) Y. Bonaventure | M. Gasparyan A. Panova      | 1er tour (1/32) O. Kalashnikova | I.C. Begu R. Olaru       |

N.B. : le nom de la partenaire se trouve sous le résultat ; le nom des ultimes adversaires se trouve à droite.

## Classements WTA en fin de saison
| Année          | 1995 | 1996 | 1997 | 1998 | 1999 | 2000 | 2001 | 2002 | 2003 | 2004 | 2005 | 2006 | 2007 | 2008 | 2009 | 2010 | 2011 | 2012 | 2013 | 2014 | 2015 | 2016 |
| Rang en simple | 518  | 220  | 212  | 215  | 141  | 128  | 154  | 148  | 172  | 299  | 592  | 680  | –    | 209  | 171  | 443  | 526  | 387  | 1006 | –    | –    | –    |
| Rang en double | 337  | 341  | 110  | 171  | 86   | 90   | 103  | 165  | 93   | 162  | 557  | 755  | –    | 257  | 105  | 263  | 135  | 47   | 53   | –    | 286  | 424  |

Source : (en) Classements de Katalin Marosi sur le site officiel de la Fédération internationale de tennis